# العلاقات الليسوتوية الموريشيوسية
العلاقات الليسوتوية الموريشيوسية هي العلاقات الثنائية التي تجمع بين ليسوتو وموريشيوس.

## مقارنة بين البلدين
هذه مقارنة عامة ومرجعية للدولتين:
| وجه المقارنة                                              | ليسوتو                      | موريشيوس                 |
| --------------------------------------------------------- | --------------------------- | ------------------------ |
| المساحة (كم2)                                             | 32.96 ألف                   | 2.04 ألف                 |
| عدد السكان (نسمة)                                         | 2.23 مليون                  | 1.26 مليون               |
| الكثافة السكانية (ن./كم²)                                 | 67.66                       | 617.65                   |
| العاصمة                                                   | ماسيرو                      | بورت لويس                |
| اللغة الرسمية                                             | لغة إنجليزية، اللغة السوتية | لغة إنجليزية، لغة فرنسية |
| العملة                                                    | لوتي ليسوتو                 | روبي موريشي              |
| الناتج المحلي الإجمالي (بليون دولار)                      | 2.64 مليار                  | 13.34 مليار              |
| الناتج المحلي الإجمالي (تعادل القوة الشرائية) بليون دولار | 6.30 مليار                  | 25.36 مليار              |
| الناتج المحلي الإجمالي الاسمي للفرد دولار أمريكي          | 1.07 ألف                    | 9.25 ألف                 |
| الناتج المحلي الإجمالي للفرد دولار أمريكي                 | 2.64 ألف                    | 18.59 ألف                |
| مؤشر التنمية البشرية                                      | 0.497                       | 0.777                    |
| رمز المكالمات الدولي                                      | +266                        | +230                     |
| رمز الإنترنت                                              | .ls                         | .mu                      |
| المنطقة الزمنية                                           | ت ع م+02:00                 | ت ع م+04:00              |

## منظمات دولية مشتركة
يشترك البلدان في عضوية مجموعة من المنظمات الدولية، منها:
| علم المنظمة | اسم المنظمة                                 | تاريخ انضمام ليسوتو | تاريخ انضمام موريشيوس |
| ----------- | ------------------------------------------- | ------------------- | --------------------- |
|             | البنك الإفريقي للتنمية                      | ?                   | ?                     |
|             | المركز الدولي لتسوية المنازعات الاستشارية   | 7 أغسطس 1969        | 2 يوليو 1969          |
|             | مؤسسة التنمية الدولية                       | 19 سبتمبر 1968      | 23 سبتمبر 1968        |
|             | مجموعة التنمية لأفريقيا الجنوبية            | ?                   | ?                     |
|             | مؤسسة التمويل الدولية                       | 29 سبتمبر 1972      | 23 سبتمبر 1968        |
|             | الاتحاد البريدي العالمي                     | ?                   | ?                     |
|             | البنك الدولي للإنشاء والتعمير               | 25 يوليو 1968       | 23 سبتمبر 1968        |
|             | منظمة التجارة العالمية                      | ?                   | ?                     |
|             | منظمة حظر الأسلحة الكيميائية                | ?                   | ?                     |
|             | الأمم المتحدة                               | 17 أكتوبر 1966      | 24 أبريل 1968         |
|             | مجموعة دول أفريقيا والكاريبي والمحيط الهادئ | ?                   | ?                     |
|             | الاتحاد الأفريقي                            | ?                   | ?                     |
|             | وكالة ضمان الاستثمار متعدد الأطراف          | 12 أبريل 1988       | 28 ديسمبر 1990        |
|             | منظمة الشرطة الجنائية الدولية               | ?                   | ?                     |
|             | يونسكو                                      | 29 سبتمبر 1967      | 25 أكتوبر 1968        |
|             | دول الكومنولث                               | 1966                | ?                     |
|             | الاتحاد الدولي للاتصالات                    | 26 مايو 1967        | 30 أغسطس 1969         |

## وصلات خارجية
- موقع وزارة الخارجية الليسوتوية